# Ornella Vanoni
Ornella Vanoni (Milano, 22 settembre 1934) è una cantante e attrice italiana.
Considerata tra le maggiori interpreti della musica leggera italiana, è una delle artiste italiane dalla carriera più longeva: in attività dal 1956, ha pubblicato oltre cento progetti (tra album, EP e raccolte) e rientra tra le cantanti italiane con il maggior numero di vendite, con oltre 55 milioni di dischi.
Dotata di uno stile interpretativo molto personale e sofisticato, che le conferisce una timbrica vocale fortemente riconoscibile, Ornella Vanoni vanta un ampio e poliedrico repertorio, che spazia dalle Canzoni della mala degli esordi al pop d'autore, alla bossa nova (degna di nota la realizzazione insieme a Toquinho e Vinícius de Moraes dell'album La voglia la pazzia l'incoscienza l'allegria nel 1976) e al jazz, collaborando con alcuni dei più noti jazzisti: George Benson, Michael Brecker, Randy Brecker, Ron Carter, Eliane Elias, Gil Evans, Steve Gadd, Herbie Hancock, Chris Hunter, Lee Konitz e Herbie Mann. Durante la sua carriera settantennale hanno scritto per lei molti tra i più importanti autori, non solo italiani, e ha collaborato con numerosi artisti, tra i quali Gino Paoli, Dario Fo, New Trolls, Paolo Conte, Fabrizio De André, Ivano Fossati, Lucio Dalla, Sergio Bardotti, Mogol, Giorgio Calabrese, Franco Califano, Bruno Lauzi, Grazia Di Michele, Renato Zero, Riccardo Cocciante, Bungaro, Pacifico e Francesco Gabbani.
Ha partecipato a otto edizioni del Festival di Sanremo, raggiungendo il 2º posto nel 1968 (con Casa bianca) e piazzandosi per tre volte al 4º posto, nel 1967 (con La musica è finita), nel 1970 (con Eternità) e nel 1999 (con Alberi): in quest'ultima edizione, Ornella Vanoni è stata la prima artista nella storia del Festival a ricevere il Premio Città di Sanremo alla carriera. È anche l'unica donna e la prima artista in assoluto ad aver vinto due Premi Tenco (solo Francesco Guccini dopo di lei è stato premiato due volte), e l'unica cantante italiana ad aver ottenuto questo riconoscimento come cantautrice. Ha inoltre vinto una Targa Tenco, che porta complessivamente a tre il numero di riconoscimenti a lei assegnati dal Club Tenco. Nel 2022 le viene conferito il Premio Tenco Speciale, creato appositamente per l'artista.

## Biografia

### Gli esordi
Figlia di un industriale farmaceutico, Nino, e di Mariuccia, dopo avere studiato dalle Orsoline, frequenta diversi collegi in Svizzera, Francia e Inghilterra con il desiderio di diventare estetista.
Tornata a Milano si iscrive nel 1953 all'Accademia di arte drammatica del Piccolo Teatro di Giorgio Strehler; in breve ne diviene l'allieva prediletta, nonché la compagna.
(Ornella Vanoni)
Nel 1956 debutta come attrice in Sei personaggi in cerca d'autore di Pirandello.
Il suo debutto canoro risale invece al 13 aprile 1957, data della prima rappresentazione al Piccolo de I Giacobini di Federico Zardi, opera in cui interviene durante i cambi di scena cantando un paio di ballate della Rivoluzione francese (Les rois s'en voint e La Seine est rouge), interpretate con piglio insolito e spigoloso.
Nasce, dunque, l'idea di una cantante "intellettuale", impegnata, sofisticata, che suscita sin da subito un certo interesse, tanto che l'anno seguente, Giorgio Strehler decide di cucirle addosso un vero e proprio repertorio.

#### Le canzoni della mala
Insieme ad autori come Fausto Amodei, Fiorenzo Carpi, Dario Fo e Gino Negri, Strehler trae infatti spunto da alcune antiche ballate dialettali narranti vicende di cronaca nera, per procedere alla stesura di nuovi testi incentrati sul tema della malavita, aventi per protagonisti poliziotti, malfattori, carcerati, minatori, e inventando pertanto la definizione di canzoni della mala. Per alimentare la curiosità del pubblico, viene lasciato credere che si tratti di autentici canti popolari ricavati da vecchi manoscritti, e viene dunque allestita per lei la sua prima tournée teatrale, terminata con uno spettacolo a Spoleto, al Festival dei Due Mondi nel '59.
Dell'ottobre 1958 è la sua prima incisione discografica per la storica etichetta Ricordi, che grazie all'editore Mariano Rapetti apre proprio con lei la propria sezione di musica leggera pubblicando un primo extended play intitolato Le canzoni della malavita. Il disco comprende sulla facciata principale le sue versioni di Saint Lazare di Aristide Bruant, e di Jenny delle Spelonche, tratta da L'opera da tre soldi di Bertold Brecht; sul retro compaiono invece gli inediti Sentii come la vosa la sirena e Canto di carcerati calabresi, stampati anche su 45 giri singolo, il primo della sua discografia.
Nel dicembre 1959 esce un secondo EP intitolato Le canzoni della malavita vol. 2, contenente le assai più celebri Hanno ammazzato il Mario, La zolfara, Ma mi e Le mantellate, uscite contemporaneamente anche su singolo.
Le interpretazioni particolarmente enfatiche di Vanoni, caratterizzate da una timbrica vocale e da una gestualità alquanto inconsuete ma sensuali, incuriosiscono parecchio il pubblico, che inizialmente sembra in parte confondere le ambientazioni dei brani proposti con le vere origini della cantante.

Nel complesso, le canzoni della mala ottengono un buon successo, malgrado qualche critica di snobismo alto-borghese e l'intervento della censura radiotelevisiva che non apprezza i contenuti di alcuni testi. Per Ornella Vanoni, però, quello della mala inizia ad essere un cliché nel quale non intende essere rinchiusa. 
Terminato il rapporto con Strehler (del quale in seguito dichiarerà di non avere apprezzato lo stile di vita, ritenendolo inadeguato ad una ragazza poco più che ventenne), si allontana anche dall'ambiente del Piccolo Teatro, alla ricerca di un nuovo percorso artistico.

### Anni sessanta: Paoli, Tenco e le canzoni d'amore

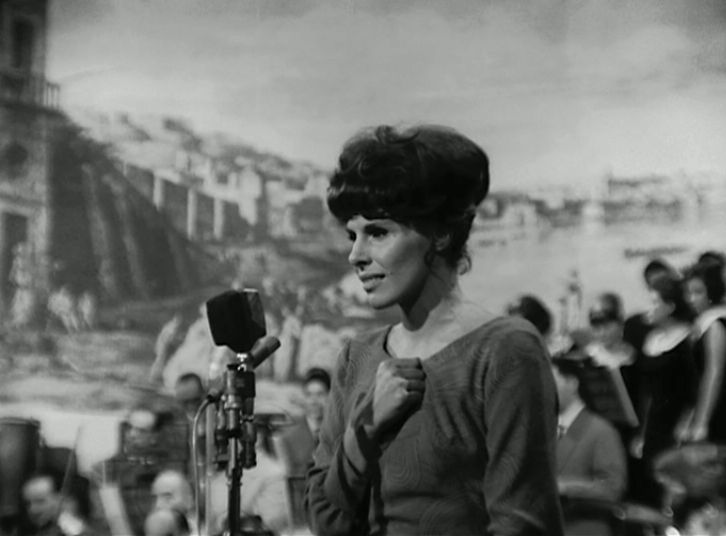
Ornella Vanoni al Festival di Napoli 1964

Nel 1960, alla Ricordi Ornella incontra Gino Paoli, col quale intraprende un'intensa storia d'amore, nonché una florida collaborazione artistica che le permette di cimentarsi con un repertorio a lei più congeniale. Paoli le scrive infatti una prima canzone d'amore dal titolo Me in tutto il mondo e successivamente le dedica, colpito dalle sue grandi mani, un vero e proprio ritratto musicale: la celeberrima Senza fine.
Ma il 6 giugno del '60 sposa il noto impresario teatrale nonché ex cantante Lucio Ardenzi:
Nel 1961 incide Cercami: questa canzone inizialmente destinata a Claudio Villa, che Ornella incide tra le lacrime dedicandola a Paoli, è il suo primo 45 giri di grande successo commerciale, con oltre 100 000 copie vendute. Comparirà dunque nel film musicale "Canzoni in... bikini" (1963) e, come canzone vincente, in una puntata di Scala Reale in cui Ornella è caposquadra. Il 1961 è anche l'anno in cui la Ricordi pubblica il suo primo album, omonimo, che riunisce sei canzoni della mala su una facciata e sei canzoni d'amore sulla seconda. Nel frattempo prosegue la carriera teatrale ne L'idiota di Marcel Achard, impegno per il quale l'Istituto del Dramma Italiano la premia come "rivelazione" del teatro e che le vale anche il Premio San Genesio come miglior attrice dell'anno. Il successo continua con "La fidanzata del bersagliere" di Edoardo Anton, che le frutterà il suo secondo Premio San Genesio come miglior attrice nel 1963. Gli spettacoli sono entrambi prodotti dal marito, Lucio Ardenzi:

Nel 1963 sostituisce Lea Massari nel ruolo di Rosetta in Rugantino, celebre commedia musicale di Garinei & Giovannini che nel febbraio 1964 porterà Vanoni sulle scene di Broadway. Avvalendosi degli arrangiamenti e della direzione musicale di Iller Pattacini, continua ad incidere brani di Gino Paoli (Anche se, Che cosa c'è), di Luigi Tenco (Tu non hai capito niente), vincendo il Festival di Napoli 1964 interpretando in coppia con Modugno la celebre Tu sì 'na cosa grande, classificandosi anche al secondo posto con l'esecuzione solista di Ammore mio. Nel frattempo Senza fine diviene un successo internazionale, diventando parte della colonna sonora del film Il volo della fenice di Robert Aldrich.

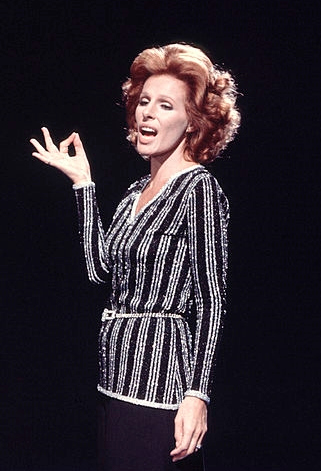
Ornella Vanoni negli anni '60

Seguono una serie di partecipazioni al Festival di Sanremo: nel 1965 con Abbracciami forte, con la quale si classifica alla 2ª posizione, nel 1966 con Io ti darò di più (che diviene il suo più notevole successo commerciale degli anni sessanta, nonostante lei non ami affatto il brano) in coppia con Orietta Berti, classificandosi alla 6ª posizione, nel 1967 con La musica è finita di Nisa, Franco Califano e Umberto Bindi, classificandosi alla 4ª posizione, nel 1968 con Casa bianca scritta da Don Backy, raggiunge la 2ª posizione in coppia con Marisa Sannia. Conduce poi cinque puntate del varietà televisivo Studio Uno e lavora come attrice in alcuni film. Ornella cambia immagine e gestualità diventando ancor più sensuale ed elegante. Anche la sua voce abbandona il registro aggressivo e diventa più suadente, in particolar modo sulle note basse.
Nel frattempo cambia anche etichetta discografica e passa dalla Ricordi alla Ariston pubblicando alcuni 45 giri di successo come Tristezza (1967, primo brano del repertorio brasiliano, che lei ha sempre amato riproporre), la sua versione di Un'ora sola ti vorrei (sempre del '67). Nel 1969 è la volta di Una ragione di più, uno dei brani di maggior successo della cantante, che la vede per la prima volta scrivere un testo, con la collaborazione di Franco Califano, mentre la musica è di Mino Reitano. In questo periodo Ornella incide anche due album intitolati Ai miei amici cantautori e Io sì - Ai miei amici cantautori n.2, interpretando brani di quei cantautori che avevano maggiormente influenzato il suo percorso musicale.

### Anni settanta: il successo, il Brasile, i New Trolls, il lato sexy e il fortunato incontro con Bardotti
Nel 1970 Ornella partecipa ancora una volta al Festival di Sanremo con il brano Eternità, in coppia con I Camaleonti, scritta da Giancarlo Bigazzi e Claudio Cavallaro, che si classifica alla 4ª posizione. Sarà però col singolo successivo, L'appuntamento di Roberto Carlos, Erasmo Carlos e Bruno Lauzi, che la cantante ottiene il suo maggiore successo commerciale, rimanendo in classifica per molti mesi e vendendo 600 000 copie, affermandosi definitivamente nel panorama musicale italiano e riuscendo a conquistare tutto il pubblico. Il brano viene inserito nella colonna sonora del film Tony Arzenta diretto da Duccio Tessari ed è scelto come sigla musicale del programma radiofonico Gran varietà. A coronare il successo del brano sarà la vittoria della Gondola d'oro nell'edizione della Mostra internazionale di musica leggera 1970.

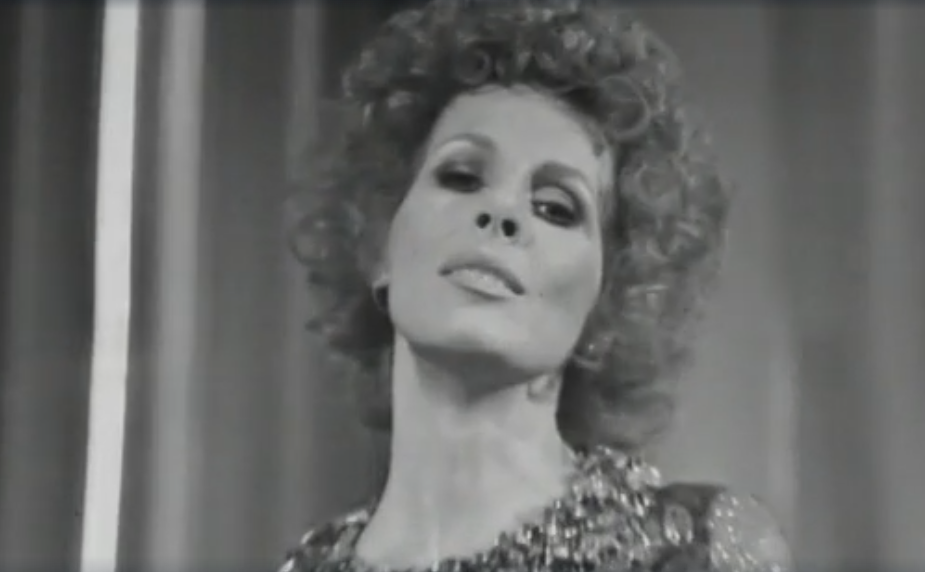
OrnelVanoni a Canzonissima 1971

Nel 1971 Vanoni prosegue con il suo spettacolo teatrale, iniziato a fine anni sessanta, pubblicando il suo primo album dal vivo (Ah! L'amore l'amore, quante cose fa fare l'amore!), registrato proprio in occasione di un recital tenuto al Teatro Lirico di Milano. Nello stesso anno i concerti di Vanoni si spingono fino all'Olympia di Parigi, il tempio della musica francese dove la sua esibizione si conclude tra le ovazioni del pubblico nonostante all'inizio fosse stata contestata la sua versione di Albergo a ore, tratta dal repertorio della Piaf.
Sempre nel '71, esce un altro dei suoi cavalli di battaglia: Domani è un altro giorno, versione italiana di un brano di Tammy Wynette The Wonders You Perform. Il brano viene presentato a Canzonissima 1971 e viene inserito nella colonna sonora del film La prima notte di quiete di Valerio Zurlini. Per la finale della stessa edizione di Canzonissima, Ornella Vanoni interpreta Il tempo d'impazzire, scritta da Giorgio Calabrese e Andracco. È inoltre conduttrice del programma E tu che fai? Io questa sera vado a casa di Ornella, a cui partecipa come ospite anche Lucio Battisti; qualche settimana dopo registra la prima trasmissione a colori nella storia della televisione italiana, dal titolo Serata d'onore.
Nel 1972 è in classifica con tre LP (Un gioco senza età e le antologie Vanoni Hits e L'amore), pubblicando addirittura ben cinque singoli: Che barba amore mio (successo presentato a Un disco per l'estate e a Senza rete); Parla più piano, adattamento italiano dalla colonna sonora del film Il padrino; Quei giorni insieme a te, ottimo brano composto da Riz Ortolani per la colonna sonora del thriller Non si sevizia un paperino di Lucio Fulci; Io, una donna (col più fortunato lato B E così per non morire), presentato in concorso all'autunnale Mostra Internazionale di Musica Leggera di Venezia. Infine, Ma come ho fatto, viene utilizzato l'anno dopo come sigla finale del tv-show in quattro puntate intitolato L'appuntamento (regia di Antonello Falqui), in cui Vanoni offre un nuovo saggio della propria versatilità artistica, dividendo coraggiosamente la scena con Walter Chiari, da poco uscito di prigione dopo una discussa vicenda di droga: il programma registra un ottimo indice di gradimento, replicando il successo già ottenuto alcuni mesi prima dal duo nello spettacolo teatrale Io con te, tu con me, insieme anche a Carlo Campanini.
Nel 1973 esce il singolo di successo Dettagli: come L'appuntamento, è una cover brasiliana di Roberto Carlos, tradotta ancora una volta dallo stesso Bruno Lauzi. L'omonimo album Dettagli riscuote un enorme successo commerciale (circa mezzo milione di copie vendute). Nell'autunno dello stesso anno, incide un nuovo LP - l'ultimo per la Ariston - dal titolo Ornella Vanoni e altre storie, per lo più composto da cover straniere adattate in italiano: l'album si apre con un'ottima reinterpretazione della celebre Je suis malade di Serge Lama (adattata in italiano da Giorgio Calabrese col titolo Sto male), che la Vanoni presenta alla Mostra Internazionale di Musica Leggera di Venezia.
Nello stesso anno viene scelta come testimonial pubblicitaria per la Martini, azienda per la quale girerà numerosi caroselli fino al 1976, interpretandone anche il celebre jingle.
Nel 1974 OrnelVanoni lascia la Ariston e fonda - con l'aiuto di Danilo Sabatini (suo compagno dell'epoca) - una propria casa discografica: la Vanilla. Il primo album edito dalla nuova etichetta, distribuita dalla Fonit-Cetra, si intitola A un certo punto e raggiunge nuovamente i vertici della classifica totalizzando ancora una volta circa 500.000 copie vendute.
Nello stesso anno viene pubblicato l'album La voglia di sognare, che si piazza alla sesta posizione delle classifiche di vendita e che contiene pezzi scritti da Bruno Lauzi, Riccardo Cocciante e Lucio Dalla. La canzone che diede il titolo all'album, La voglia di sognare è stata scritta da Carla Vistarini e Luigi Lopez, e premiata l'anno successivo anche dalla critica discografica e divenuto sigla del Gran Varietà radiofonico della Rai.
Nel 1975 esce Uomo mio bambino mio, album da cui è tratta anche l'irriverente Non sai fare l'amore (P. Limiti - S. Fabrizio), censurata dalla RAI. Mia Martini, non accreditata, è la seconda voce nel pezzo che dà il titolo all'LP. In questo periodo Vanoni verrà ospitata varie volte nei programmi trasmessi dalla tv spagnola riscontrando notevole successo presso il pubblico.

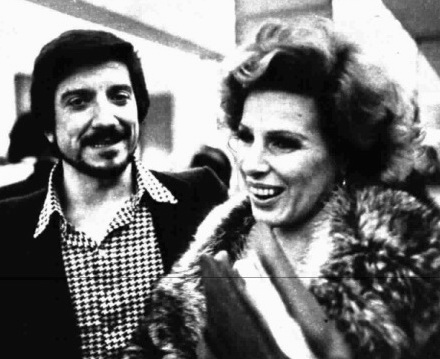
Ornella Vanoni con Gigi Proietti nel 1975

Nello stesso anno torna sul piccolo schermo accanto a Gigi Proietti, nello spettacolo Fatti e fattacci (che vince il Festival della Rosa d'oro di Montreux per l'intrattenimento). Il programma era basato sulle canzoni proposte da Proietti e Vanoni, che interpretavano la parte di due cantastorie che andavano in giro per l'Italia con una compagnia di saltimbanchi fermandosi nella piazza di una città. Successivamente invece è in teatro, protagonista nella commedia dell'amica Iaia Fiastri intitolata Amori miei, un grande successo da cui in seguito verrà tratto l'omonimo film interpretato da Monica Vitti.
Nel 1976 realizza, con la collaborazione di Sergio Bardotti, un album insieme a Vinícius de Moraes e Toquinho: La voglia la pazzia l'incoscienza l'allegria. L'album, interamente registrato in presa diretta, ottiene un notevole successo di critica e pubblico, raggiungendo il sesto posto di vendite in classifica. Il disco è una rilettura di diverse musiche brasiliane di bossa nova, scritte da alcuni dei più grandi nomi della musica brasiliana come Antônio Carlos Jobim e Chico Buarque, cantate in italiano. Il disco si presenta come un concept album, ossia come un'opera intera segnata da un filo conduttore unico: un album a tema composto da canzoni e poesie interpretate da Vinicius, dove spesso non vi è pausa né termine tra un pezzo e l'altro, ma sembra quasi la continuazione. Tale progetto discografico rappresenterà per Vanoni uno dei momenti più alti a livello qualitativo e artistico di tutta la sua discografia, dal quale raggiungeranno il successo brani come "La voglia la pazzia". L'album è presente nella classifica dei 100 dischi italiani più belli di sempre secondo Rolling Stone Italia alla posizione numero 76.
Nello stesso anno esce anche la hit Più (cantata con Gepy), che dà il titolo all'omonimo LP.
L'anno successivo, dalla collaborazione con i New Trolls, nasce un nuovo importante progetto discografico: si tratta del doppio album Io dentro / Io fuori, dal quale emergono successi come Ti voglio e Domani no. Segue una lunga e fortunata serie di concerti.
Nel 1977 Vanoni posa nuda e dirige la versione italiana di Playboy chiedendo come compenso, al posto del denaro, una sfera dell'artista Arnaldo Pomodoro con il quale nasce una profonda amicizia.
Nel 1978 esce l'LP Vanoni, caratterizzato da atmosfere sensuali e testi sempre più audaci: Vorrei darti è il successo dell'album ed esce anche su 45 giri.
Nel 1979 pubblica il primo volume della serie Oggi le canto così, imponente progetto discografico composto da quattro LP (Oggi le canto così, vol.1, Oggi le canto così, vol.2 Paoli e Tenco, Oggi le canto così, vol.3 Le canzoni della mala, Oggi le canto così, vol.4) usciti tra il '79 e l'82, nei quali Vanoni reinterpreta alcuni suoi brani storici in versione rinnovata: il primo volume contiene brani ripresi dal repertorio pubblicato dalla Ricordi e dalla Ariston, le sue due precedenti case discografiche, ed il solo della serie ad essere originariamente stampato su etichetta Vanilla; il secondo raccoglie alcuni pezzi di Gino Paoli e Luigi Tenco che Ornella aveva già interpretato, con l'eccezione de Il cielo in una stanza qui proposta per la prima volta, sotto forma di concept album in quanto spesso i pezzi si susseguono senza interruzioni e con Ornella che recita alcuni stralci di canzoni di Tenco; il terzo contiene le Canzoni della mala interpretate in passato da Ornella e riarrangiate; e infine con il quarto ed ultimo volume si conclude la serie delle reinterpretazioni dei successi della cantante.
Ritorna in tv a fianco del comico siciliano Pino Caruso per lo show Due come noi con la regia di Antonello Falqui. Di questo programma è ricordato il celebre duetto con l'amico Franco Califano. Memorabile è anche la sua performance con Riccardo Cocciante del brano "Poesia" durante l'ultima puntata: Ornella, in un periodo particolarmente difficile della sua vita, scoppia in lacrime sul finire del pezzo, rendendo unica l'interpretazione di questo brano. Successivamente inciderà il brano di Cocciante nell'album "Ornella &...", registrato a New York con i grandi del jazz nel 1986.
Nello stesso anno è protagonista, assieme a Ugo Tognazzi, del film I viaggiatori della sera, tratto dall’omonimo romanzo di Umberto Simonetta, del quale Tognazzi è anche regista. La pellicola nonostante qualche critica negativa, come nota positiva riporta la forte versatilità attoriale di Vanoni.

### Anni ottanta: Vanoni cantautrice, grandi collaborazioni e il jazz
Gli anni ottanta proseguono all'insegna di un'autoproduzione consapevole e un cambio di casa discografica, la CGD.
Per i lavori discografici che caratterizzeranno il decennio, Ornella non si limita a collaborare alla produzione (di Sergio Bardotti), ma scrive anche da sé alcuni pezzi (tra gli altri, Ricetta di donna, Per un'amica e Questa notte c'è). Per la prima volta interi album vengono concepiti in funzione di materiale proprio: "Bisogna darsi cariche nuove [...] e poi non c'era questo materiale straordinario d'autore che arrivasse sul tavolo", dichiarerà la cantante in un'intervista del 1982. Adotta così una nuova formula di lavoro, appoggiata da Sergio Bardotti e Maurizio Fabrizio, che diventa una costante e un brand per i lavori successivi.
Nel 1980 viene pubblicato l'album Ricetta di donna che comprende le collaborazioni con Michele Zarrillo (che scrive con Totò Savio la musica della title track), Fabrizio De André (che scrive il testo italiano di un classico di Leonard Cohen Famous blue raincoat, che diventa La famosa volpe azzurra) e Paolo Conte (che firma il brano La donna d'inverno). Ornella Vanoni scrive il brano che dà il titolo all'album.
Nel 1981 è la volta di un altro importante e sofisticato album, Duemilatrecentouno parole (2301 allude al numero totale di parole scritte da Ornella Vanoni nell'album), di cui Vanoni scrive ben sei pezzi, oltre alla famosissima Musica musica anche la tenera e conosciuta Vai, Valentina e si avvale della presenza di Gino Paoli e Pierangelo Bertoli in due canzoni. Il disco raggiunge il sesto posto nella classifica delle vendite. Per questo album il Club Tenco conferisce a Vanoni ben due importanti riconoscimenti: il Premio Tenco come operatore culturale e quello come miglior cantautore, risultando la prima donna ad aggiudicarsi tale riconoscimento.
Il 1983 è invece la volta dell'album Uomini, che ruota intorno alla tematica del maschio. Ornella Vanoni, oltre a continuare a scrivere i testi, si avvale della collaborazione di Lucio Dalla, Toquinho e Gerry Mulligan agli strumenti e di Giorgio Conte con il risultato di un album, che, nonostante le polemiche del testo Il marinaio, di Maurizio Piccoli, ritenuto scabroso, ha dei buoni risultati di vendita, raggiungendo l'ottavo posto in classifica. Anche in questa occasione Vanoni riceve la Targa Tenco come migliore interprete, diventando l'artista italiana con il maggior numero di riconoscimenti. Nello stesso anno partecipa alla Mostra internazionale di musica leggera accompagnata da Gerry Mulligan, con i brani Uomini e Ho capito che ti amo.
Nel 1984 è ospite fisso del programma di Canale 5, Risatissima, con la conduzione di Milly Carlucci, cantando un brano musicale per ogni puntata.
Nel 1985 Vanoni si incontra con Gino Paoli per la tournée VanoniPaoli Insieme che segnerà una serie di esauriti in tutti gli appuntamenti e dalla quale verrà viene registrato il doppio disco live Insieme, prodotto da Sergio Bardotti su etichetta CGD.
Nel frattempo Vanoni lavora anche allo spettacolo di prosa Commedia d'amore, presentato nei teatri al fianco di Giorgio Albertazzi e portatore di critiche positive.
Il 18 settembre si esibisce al concerto Italy for Italy (realizzato per raccogliere fondi per il disastro della Val di Stava e della Val di Fiemme,) cantando Poesia di Cocciante in duetto con Patty Pravo.
L'anno seguente si reca a New York con Sergio Bardotti per registrare Ornella &...: un doppio disco che presenta una selezione di canzoni italiane d'annata (Ma l'amore no, Una sigaretta..), d'autore (Se stasera sono qui, Chissà se lo sai..) e dell'ultimo periodo (La donna cannone, Ancora..) rilette in chiave jazz, con la collaborazione di massimi esponenti del genere come George Benson, Michael Brecker, Randy Brecker, Ron Carter, Eliane Elias, Gil Evans, Steve Gadd, Herbie Hancock, Chris Hunter, Lee Konitz e Herbie Mann e altri. L'album raggiunge la sesta posizione nelle classifiche di vendita. Verrà anche tratto un documentario che testimonia il viaggio artistico della cantante negli Stati Uniti d'America, Ornella &...Special.
Nel 1987 registra a Londra l'album O (prodotto da Greg Walsh e Ivano Fossati), che dà il via a una serie di concerti di alto, che sono anche i primi da sola dal 1982.
Nel 1989 torna al Festival di Sanremo con Io come farò, scritta per lei da Gino Paoli, classificandosi alla decima posizione, che anticipa la pubblicazione dell'album Il giro del mio mondo quasi del tutto scritto da Paoli con la collaborazione di Sergio Bardotti, a eccezione del brano Isola, scritto da Teresa De Sio. Con questo disco si concluderà la collaborazione con Bardotti, ripresa poi nei primi anni Duemila. Seguirà una lunga tournée che porterà Vanoni fino in Brasile.
Il 28 aprile dello stesso anno è protagonista insieme a Gino Paoli della quarta puntata di Serata d'onore, il varietà condotto da Pippo Baudo in onda su Rai Due, in diretta dal nuovo Teatro Verdi di Montecatini Terme, in cui i due cantanti propongono vari brani del loro repertorio passato e recente, tra cui alcuni in coppia.

### Anni novanta
Nel nuovo decennio, dopo avere raggiunto il massimo della sua espressione artistica nell'interpretazione di canzoni d'autore legate alla sensualità e alla malinconia, Ornella punta ad atmosfere sempre più levigate e raffinate. La cantante inizia a diradare le sue apparizioni televisive e la produzione discografica è meno frequente. In questi anni si lega all'avvocato e manager veneziano Vittorio Usigli.
Nel 1990 esce l'album Quante storie, per metà scritto da Stefano De Sando, nel quale trovano posto i brani Insieme a te (successo col quale inizia la collaborazione con Mario Lavezzi), Effetti speciali (scritta da Mariella Nava) e una sua personalissima versione de La costruzione di un amore, scritta da Ivano Fossati per Mia Martini.
Nel 1992 esce Stella nascente, primo album di Ornella Vanoni con la produzione di Mario Lavezzi, che scrive anche il singolo omonimo insieme a Mogol. In questo disco, Vanoni ritorna a firmare i testi di ben cinque canzoni, tra cui Perduto. Inoltre comincia anche la collaborazione con Grazia Di Michele, che scrive Non era presto per chiamarti amore. Stella nascente ottiene il disco d'oro per le vendite. Seguirà una lunga e fortunata serie di concerti in tutta Italia.
Nel 1995 è la volta di Sheherazade, prodotto ancora da Mario Lavezzi. Ornella Vanoni è autrice di otto dei dodici ritratti femminili del disco, incentrato e dedicato ancora una volta alla donna. Il titolo dell'album, Sheherazade (come anche il brano omonimo), vuole essere un riferimento e una dedica all'ingegno, alla creatività, al potere della seduzione e della bellezza, propri dell'essere donna: emblema di ciò è Sheherazade o Sharāzād, personaggio protagonista de Le mille e una notte, che riuscì a sfuggire alla morte per mano del re persiano Shāhrīyār, trasformando il suo odio in "lacrime d'amore", grazie al suo fascino e alla sua fantasia. In una nota dell'album, la cantante definisce Sheherazade "il più grande archetipo femminile". L'album, arrangiato da più musicisti, è tra i più eterogenei circa le atmosfere e le sonorità presenti. Due i principali successi contenuti nel disco: Per l'eternità di Mogol-Lavezzi e Rossetto e cioccolato, scritta dalla stessa Vanoni e divenuto poi iconico nella carriera dell'artista. Anche a questo disco collabora Grazia Di Michele, coautrice di tre brani, tra cui Sos (che nel 2009 Vanoni dichiarerà essere la canzone che più rappresenta se stessa e l'amore), Gerry Mulligan e l'emergente trombettista Paolo Fresu. Tra gli altri brani presenti, spiccano Lupa, Il mio trenino, I desideri delle donne e Angeli e no.
Nel 1996 Ornella Vanoni avrebbe dovuto partecipare al Festival di Sanremo con un altro brano da lei firmato (Bello amore), ma poche ore prima della prova d'orchestra al Teatro Ariston, la melodia del brano (di Giuseppe Barbera) viene eseguita in un programma radiofonico della RAI, con un altro testo, da Emilia Pellegrino, la quale, avendo tentato senza successo la carriera di cantante presso il Centro Europeo Tuscolano di Mogol, secondo la stampa, avrebbe sottratto uno spartito con la melodia "incriminata" durante le attività musicali del CET, per poi riutilizzarla, mossa da frustrazione, per una sorta di vendetta personale (possibilmente favorita da qualcuno dell'ambiente). La stampa e la discografia si schierano a favore di Vanoni, definendo la sua una delle più belle canzoni in gara, ed è Vanoni stessa a ritirarsi per prima dalla competizione, prima ancora di una decisione ufficiale della commissione del Festival di Sanremo. Vanoni dichiara in una conferenza stampa che la sua partecipazione al Festival sarebbe comunque stata un "di più", essendo impegnata nella fortunata tournée di Sheherazade (scenografia di Arnaldo Pomodoro e costumi di Gianfranco Ferré), della quale inizialmente era anche prevista la realizzazione di un album dal vivo. Bello amore viene comunque incluso in una nuova ristampa di Sheherazade, che riceve il disco d'oro per le vendite.
Il 1997 è la volta dell'album Argilla, nel quale Vanoni propone quattordici brani che si muovono tra jazz e musica brasiliana, con reinterpretazioni di standard come Every Time We Say Goodbye e I Get Along Without You Very Well, Sorry Seems to Be the Hardest Word di Elton John e due rielaborazioni di brani realizzati da Vanoni insieme a Roberto Carlos. Il primo singolo estratto è Viaggerai, accompagnato da un videoclip.
Nel 1999 accompagna Enzo Gragnaniello in gara al Festival di Sanremo duettando in Alberi, canzone che si classifica al quarto posto nella categoria Campioni. Vanoni è anche la prima cantante a ricevere sul palco del Teatro Ariston il Premio alla Carriera, istituito proprio in quell'edizione.
Alberi viene inserita nell'album Adesso, il terzo disco dal vivo della cantante registrato durante il tour di Argilla (1998): nel cd è presente anche un testo di Samuele Bersani su musica di Sakamoto, Isola.

### Anni duemila
Nel 2000 Ornella collabora con i Delta V cantando una canzone scritta per l'occasione dalla band e intitolata L'infinito; da questo incontro prenderanno vita una serie di concerti estivi in alcuni luoghi artistici d'Italia come il Teatro romano di Verona o lo Sferisterio di Macerata.
Nel 2001 incide due album di cover, prodotti da Mario Lavezzi, in cui rivisita alcuni grandi successi italiani degli anni sessanta e settanta in chiave moderna: Un panino una birra e poi... e E poi... la tua bocca da baciare, col quale passa alla Sony Music. I due album le valgono rispettivamente un disco di platino e disco d'oro per le vendite.
Nel 2002 viene pubblicato l'album Sogni proibiti, dedicato alle canzoni di Burt Bacharach, mentre nel 2003 esce Noi, le donne noi, raccolta di alcune delle sue più belle canzoni dedicate al mondo delle donne, in versione riarrangiata, unitamente ad alcuni commenti in forma di poesia, recitati dalla stessa Vanoni. L'inedito Noi, le donne noi è la sigla finale de Il bello delle donne, fiction interpretata, fra le altre, da Nancy Brilli, che ne incide la sigla in coppia con la stessa Vanoni e canta nel brano Ricetta di donna.
Nel 2004 la sua canzone Rossetto e cioccolato figura tra i brani non originali presenti nel film Le conseguenze dell'amore diretto dal regista Paolo Sorrentino.
Il 23 settembre 2004 tiene insieme a Gino Paoli un concerto-evento all'Auditorium Parco della Musica di Roma in occasione del loro settantesimo compleanno. Invece il 24 settembre esce un nuovo disco intitolato Ti ricordi? No non mi ricordo: dodici nuove canzoni, sei interpretate insieme, le altre sei interpretate singolarmente, tre ciascuno. Il disco riscuote un ottimo successo commerciale raggiungendo il terzo posto della classifica degli album più venduti, aggiudicandosi il disco di platino per le 100 000 copie vendute. Nel 2005 cominciano a vent'anni dall'ultima volta con un lungo tour di successo da cui verranno estratti un doppio CD e un DVD, VanoniPaoli Live. Nel marzo 2005, insieme a Gino Paoli, riceve nel Teatro Rendano di Cosenza il "Riccio d'Argento" di Fatti di Musica, la rassegna diretta da Ruggero Pegna per il "Miglior Concerto Teatrale dell'Anno". Nel corso della 22ª edizione del Gran Premio Internazionale dello Spettacolo tenutasi a Roma, il 25 gennaio 2006, ai due artisti viene assegnato il Telegatto di platino alla carriera.
Nello stesso anno, la canzone L'appuntamento viene inserita nella colonna sonora della pellicola di Steven Soderbergh Ocean's Twelve.
Nel 2007 debutta al Festival Magna Grecia Teatro di Femmina e Fuoco - Voci dal mito, testo originale del poeta Roberto Mussapi, musiche di Raffaele Brancati e Gennaro De Rosa, dipinti/proiezioni di Teresa Maresca, interpretando i grandi miti greci nello spettacolo diretto da Giancarlo Cauteruccio.
Anticipato dal singolo Gli amanti, che riscuote un buon successo, il 28 settembre 2007 viene pubblicato Una bellissima ragazza, il primo disco di inediti dal 1995 (anno di Sheherazade). Realizzato prevalentemente con Mario Lavezzi e Pacifico, l'album vanta la partecipazione di Renato Zero, Ron e Grazia Di Michele come coautori, nonché la tromba di Paolo Fresu e la voce di Mario Biondi (nel brano Cosa m'importa). La scrittura degli archi porta la firma di Gianfranco Lombardi, già partecipe ai lavori de L'appuntamento (1970) e la direzione d'orchestra di Luigi Lombardi d'Aquino. Una bellissima ragazza vale al Vanoni il Premio Lunezia per il valore musicale-letterario delle canzoni nella categoria "Pop d'autore". L'album viene realizzato in seguito alla conversione di Ornella al Cristianesimo evangelico pentecostale, e dedicato a Gesù Cristo. In copertina appare il ringraziamento a "Gesù con tutto il cuore, noi due sappiamo perché". Il 30 novembre 2007 inizia la tournée (che proseguirà ﬁno a maggio 2008) “Una bellissima ragazza”, concerto-spettacolo con le scenograﬁe di Giancarlo Cauteruccio e la direzione musicale di Mario Lavezzi - che la porta nei maggiori teatri d’Italia ed in Spagna dove partecipa al “Festival Ellas Crean” al National Auditorium di Madrid e a “Le voci d’Italia”, rassegna organizzata nello splendido Palau de la musica catalana di Barcellona.
Nell’estate 2008 parte il tour italiano Ornella Live 2008 con importanti partecipazioni: “Omaggio a Rosa Balistieri” con Carmen Consoli a Catania, “Musica per i borghi” dove duetta con Giorgia a Marsciano, l'“Omaggio a Fabrizio De André” in seno al “Time in Jazz” di Paolo Fresu a L’Agnata, “Caulonia Festival” con Eugenio Bennato a Caulonia Superiore.
Il 2008 è anche l'anno di importanti riconoscimenti: “Premio Milano donna - le donne che hanno fatto grande Milano”, “Premio Marisa Bellisario Speciale alla Carriera “dedicato a “Le donne che progettano il futuro: innovazione, creatività, meritocrazia”.

#### 2008-2009: i 50 anni di carriera e il successo diPiù di me, Più di te
Il 17 ottobre 2008 viene pubblicato l'album Più di me, raccolta dei suoi grandi successi interpretati in duetto con alcuni illustri colleghi, fra cui Mina (Amiche mai), Eros Ramazzotti (con Solo un volo, primo singolo estratto), i Pooh (Eternità), Jovanotti (Più e Io so che ti amerò), Fiorella Mannoia (Senza paura), Claudio Baglioni (Domani è un altro giorno), Lucio Dalla (Senza fine), Gianni Morandi (La musica è finita), Carmen Consoli (L'appuntamento), e la rivelazione dell'anno Giusy Ferreri (Una ragione di più). Il giorno seguente, per festeggiare i 50 anni di carriera, Ornella tiene un grande concerto in piazza Duomo a Milano davanti a una folla di 35.000 persone. Il disco riscuote un ottimo successo commerciale (oltre 200 000 copie vendute), ricevendo il doppio disco di platino, mentre il duetto con Eros Ramazzotti conquista la prima posizione nella classifica dei brani più scaricati legalmente.
Inoltre è protagonista dello spettacolo-tributo Ornella ancora più di me in prima serata Rai 1, condotto insieme a Claudio Cecchetto, con la partecipazione di amici-ospiti del calibro dei Pooh, Claudio Baglioni, Lucio Dalla, Gianni Morandi, Fiorella Mannoia, Giusy Ferreri e Mario Lavezzi. La serata segnerà il 23,07% di share con 4.535.000 spettatori.
Nel 2009 partecipa alla 59ª edizione del Festival di Sanremo come madrina della cantante Simona Molinari, con cui duetta nel brano Egocentrica e interpreta Vedrai vedrai e Una ragione di più per omaggiare Luigi Tenco e Mino Reitano, deceduto qualche settimana prima.
Nell'aprile dello stesso anno è guest star dello spettacolo Shock, balletto sulla catarsi dei vizi capitali, ideato e diretto da Andrea Forte Calatti e in scena al Teatro degli Arcimboldi, in cui Ornella interpreta due brani inediti sulle cui note danzano i Ballerini del Teatro alla Scala: La stagion lieta, tratta dal testo di Giosuè Carducci musicato da Alberto Soresina, e Una nuova vita, testo di Andrea Forte Calatti e musiche di Stefano Sanpietro.
Il 15 maggio 2009 esce per la Sony il primo volume del progetto di Alberto Zeppieri Capo Verde, terra d'amore, per il World Food Programme delle Nazioni Unite: Vanoni interpreta Buona vita (Chantre, Vanoni, Zeppieri), duettando con il compositore originale Teofilo Chantre.
Il 13 novembre 2009 esce il disco Più di te, prodotto da Lavezzi e Celso Valli, dedicato ancora una volta al mondo dei cantautori: Ornella Vanoni canta al maschile testi come Alta marea (Antonello Venditti), Quanto tempo e ancora (singolo che ha anticipato l'album, di Biagio Antonacci), Dune mosse (Zucchero Fornaciari), La mia storia tra le dita (Gianluca Grignani), Ogni volta (Vasco Rossi), e duetta con Lucio Dalla, Gianni Morandi, Mario Lavezzi (Vita), Samuele Bersani (Replay), Pino Daniele (Anima), Ron (Non abbiam bisogno di parole), Gianna Nannini (I maschi). Quest'ultimo album ottiene il disco d'oro per le vendite.
Con Claudio Baglioni ha di nuovo duettato nel disco Q.P.G.A., con la canzone Fiore de sale.

### Anni duemiladieci
Il 25 luglio 2010 riceve il Premio Lunezia alla carriera.
Il 5 ottobre dello stesso anno esce per la Sony Music un nuovo disco dal vivo, registrato l'anno precedente durante alcune serate esclusive al "Blue Note" di Milano: Live al Blue Note.
Il 26 ottobre 2010 esce Donne dei Neri per Caso, album di duetti a cappella con importanti artiste donne, tra le quali Ornella Vanoni che reinterpreta Io che amo solo te di Sergio Endrigo.
Nel 2011 incide con Roberto Vecchioni una nuova versione di Dentro gli occhi, canzone con cui i due avevano già duettato nell'album Hollywood Hollywood (1982). In settembre ritorna a cantare le Canzoni della Mala al Piccolo Teatro di Milano insieme a Peppe Servillo, e partecipa come giudice al nuovo talent show di Rai 2 Star Academy.
Nel mese seguente viene pubblicata un'autobiografia dal titolo Una bellissima ragazza, edita da Mondadori.
Nell'estate del 2012, la cantante Katy Garbi pubblica per il mercato greco un duetto virtuale con Ornella Vanoni nella sua canzone Buona vita (tratto dall'album Una bellissima ragazza, del 2007), riscuotendo un buon successo in classifica. Nello stesso periodo, riceve a Capri il Premio Faraglioni, riconoscimento patrocinato dal Presidente della repubblica. Nello stesso anno collabora con Sal Da Vinci accompagnandolo nel brano Senza un motivo, presente nell'album È così che gira il mondo.

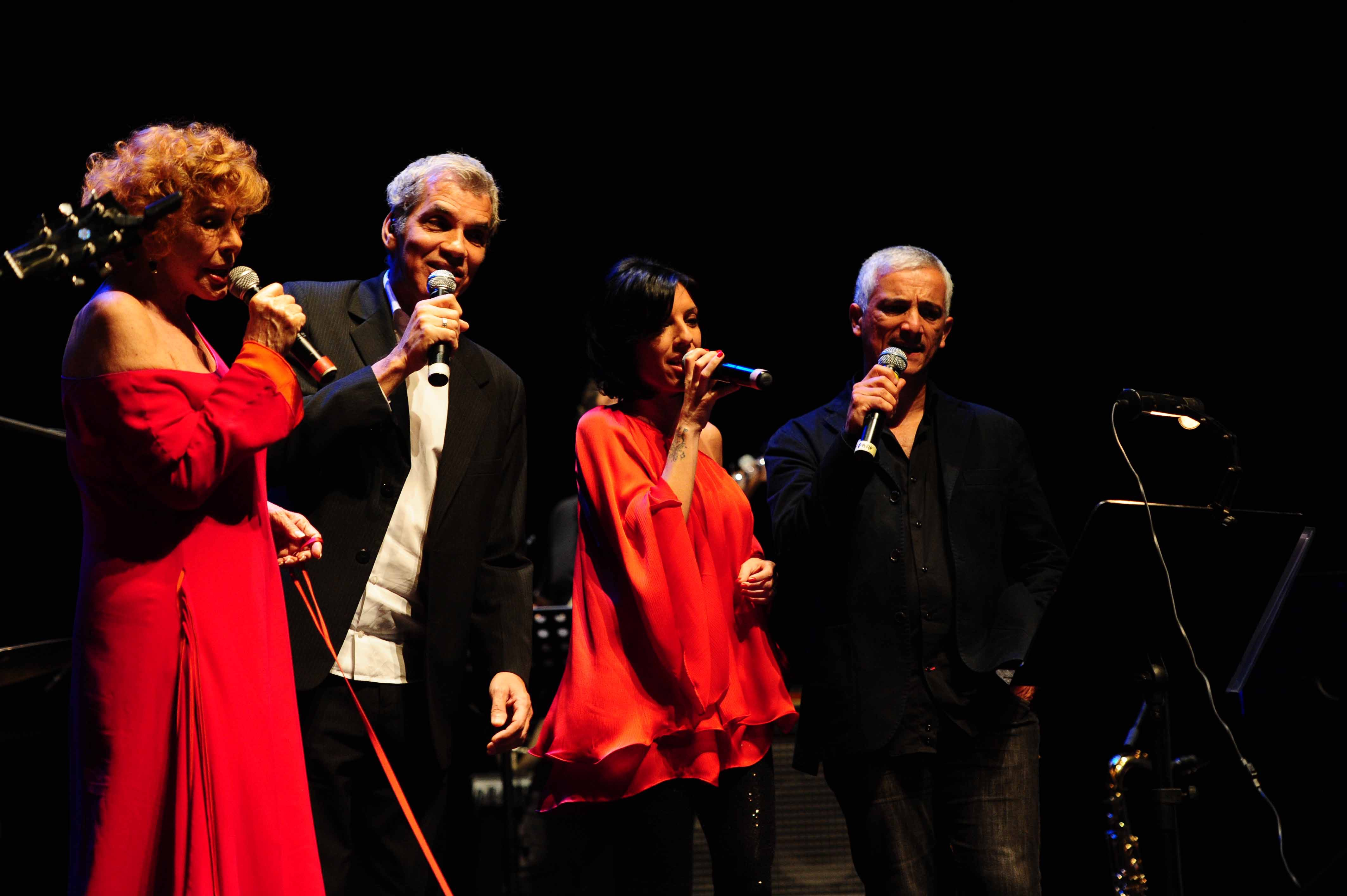
Vanoni con Carla Cocco, Tony Bungaro e Celso Fonseca in occasione della serata Una notte per Vinicius nel 2013

L'11 marzo 2013 viene presentato al Piccolo Teatro di Milano il docufilm di Alexandra della Porta Rodiani sulla vita dell'artista, intitolato Ornella Vanoni. Ricetta di donna.
Anticipato dal singolo estivo Basta poco, il 10 settembre 2013 esce con la consueta produzione di Mario Lavezzi, l'album Meticci (Io mi fermo qui), nel quale Ornella collabora anche con Nada e Franco Battiato, annunciandolo come il suo ultimo lavoro di inediti. L'album ottiene un buon successo, esordendo al 4° delle classifiche nella prima settimana. Nel frattempo, la cantante porta avanti una serie di concerti jazz, iniziati in Svizzera, ad Ascona, con la All Star Jazz Band, e prosegue con altre date a New York, a Venezia e al Blue Note di Milano.
Il 16 ottobre 2013, Giornata Mondiale dell'Alimentazione, Ornella è presente nel quarto volume musicale prodotto da Alberto Zeppieri per il World Food Programme delle Nazioni Unite, intitolato Capo Verde, terra d'amore, con il brano La parola (È preciso perdoar), cantato in coppia con Gino Paoli.
Il 4 marzo si esibì come ospite al concerto organizzato da Rai Uno per celebrare quello che sarebbe stato il settantesimo compleanno del cantautore Lucio Dalla, cantando con Chiara Galiazzo la celebre canzone Chissà se lo sai.
Nel febbraio 2014 Ornella annuncia la sua ultima tournée teatrale intitolata Un filo di trucco, un filo di tacco, titolo che ricorda la frase che la madre della Vanoni le ripeté per anni prima di uscire. Lo spettacolo, portato nei principali e più grandi teatri italiani, presenta davvero l'aspetto di un recital composto non soltanto dall'esecuzione dei più importanti successi della cantante, ma anche momenti di dialogo con il pubblico e monologhi scritti proprio da Vanoni. «Dopo aver annunciato che Un filo di trucco, un filo di trucco sarà la mia ultima tournée tutti mi chiedono se smetterò di cantare. Non ci penso neanche! Fino a quando potrò canterò, non potrei fare altrimenti. Sarà l'ultima tournée nel senso che non ho più le forze di tenere un palco per più di due ore e alternare musica a recitazione.»
A maggio, è ospite della sesta puntata del serale di Amici di Maria De Filippi, e apre inoltre il quinto volume di Capo Verde, terra d'amore, album prodotto da Zeppieri per il mensile italiano Musica Jazz, con una nuova versione di Buona vita, assieme a Katy Garbi e alla tromba e al flicorno di Paolo Fresu.
Nel 2015, dopo aver festeggiato il traguardo degli ottant'anni, riprende ad esibirsi dal vivo con il tour Un filo di trucco, un filo di tacco e contemporaneamente ritorna sul grande schermo recitando al fianco di Claudio Bisio, Renato Pozzetto e Frank Matano nel film di Alessandro Genovesi Ma che bella sorpresa.
Nel settembre dello stesso anno partecipa al tributo della rivista Musica Jazz in occasione del decennale della scomparsa di Sergio Endrigo, interpretando Uomini nella raccolta Momenti di jazz. A dicembre le viene conferito il Premio Elsa Morante Musica alla Carriera, come riconoscimento per la lunga e virtuosa carriera.
Tra il 2015 e il 2016, la cantante è nuovamente in tour con un ennesimo spettacolo totalmente acustico, dal titolo Free soul. «Il concerto si apre con la voce di Vinicius De Moraes che recita una poesia e poi la scaletta spazia dal jazz alla bossanova, dai suoi grandi successi e ad alcune chicche che Ornella regalerà al pubblico, senza tralasciare le radici soul che da sempre accompagnano le sue interpretazioni più intense. L'aspetto più emozionante del concerto rimane il dialogo verbale tra Ornella e il pubblico: a ruota libera, senza un copione scritto, racconta la libertà dell'anima.»
Nel dicembre 2016 è la volta di due serate de L'arte e l'incontro, a cui si aggiunge Paolo Fresu.
Il 28 ottobre 2017 apre la stagione del Piccolo teatro di Milano con lo spettacolo ideato appositamente per l'occasione, Sono nata qui. Ornella Vanoni in concerto, in cui ripercorre tutta la sua carriera, alternando celebri canzoni tratte dal suo repertorio a momenti di dialogo con il pubblico. La serata viene poi trasmessa per Sky Arte il 30 dicembre dello stesso anno.

#### Il ritorno a Sanremo:Imparare ad amarsie l'album antologico
Nel dicembre 2017 viene annunciata la partecipazione di Ornella al Festival di Sanremo 2018, a distanza di vent'anni dall'ultima volta, insieme a Bungaro e Pacifico con un brano intitolato Imparare ad amarsi, dimostrando ancora una forte capacità interpretativa e scenica, e riceverà una standing ovation durante la serata finale. Nella serata dedicata ai duetti, canta il brano insieme all'attore Alessandro Preziosi. Al Festival la canzone si piazza al quinto posto della classifica, e ad Ornella viene attribuito il Premio Sergio Endrigo attribuito dalla stampa per la migliore interpretazione. Il 9 febbraio dello stesso anno esce l'album antologico Un pugno di stelle, contenente 58 tracce suddivise in 3 dischi tra celebri successi, duetti e cover.
Durante tutto il 2018 e parte del 2019 è nei principali teatri italiani con lo spettacolo La mia storia tour, in cui canta anche l'ultimo successo.
Nel 2019 partecipa alla seconda edizione del programma Ora o mai più, condotto da Amadeus su Rai 1, in qualità di Coach del cantante Paolo Vallesi, vincendo l'edizione. Dal settembre 2019 è giudice della prima edizione di Amici Celebrities condotto da Maria De Filippi prima, e poi da Michelle Hunziker, su Canale 5.
Il 1º dicembre 2019 è protagonista del programma In arte...Ornella Vanoni condotto da Pino Strabioli su Rai 3.

### Anni duemilaventi
Durante la serata del 6 febbraio del Festival di Sanremo 2020 accompagna Alberto Urso cantando La voce del silenzio.
In occasione del lockdown per il COVID-19 viene diffuso dai suoi canali social ufficiali un video in cui la cantante fa un accorato appello a tutti a restare in casa, che in pochi minuti ottiene più di 300.000 visualizzazioni.
Nello stesso anno prende parte al supergruppo Italian Allstars 4 Life che riunisce oltre cinquanta artisti italiani per l'incisione del brano Ma il cielo è sempre blu, cover corale del brano di Rino Gaetano. I ricavati del singolo, pubblicato l'8 maggio, vengono devoluti alla Croce Rossa Italiana per sostenere '"Il tempo della gentilezza", progetto a supporto delle persone più fragili colpite dalla pandemia di COVID-19 del 2019-2021. Durante lo stesso periodo pubblica sulle principali piattaforme digitali, la versione in chiave jazz della celeberrima canzone Domani è un altro giorno, con l'amico Paolo Fresu, alla tromba, e Rita Marcotulli, al pianoforte
Il 4 agosto 2020, in occasione della cerimonia di inaugurazione del nuovo Viadotto Genova San Giorgio, viene diffusa la nuova versione di Crêuza de mä, originariamente eseguita da Fabrizio De Andrè, cantata da 18 artisti italiani, tra i quali, oltre alla stessa Vanoni, Mina, Zucchero, Diodato, Gianna Nannini, Mauro Pagani, Vinicio Capossela, Vasco Rossi, Paolo Fresu, Vittorio De Scalzi, Jack Savoretti, Antonella Ruggiero, Francesco Guccini, Ivano Fossati, Ornella Vanoni, Giuliano Sangiorgi, Cristiano De André, su progetto di Dori Ghezzi.
Nel mese di ottobre la stessa cantante ha annunciato tramite la sua pagina Facebook di aver contratto il virus.
Il 27 settembre 2024, su Rai 3, Vanoni è presente nel docufilm  'O Festivàl, dove, con artisti come Claudio Villa, Nunzio Gallo, Domenico Modugno, Aurelio Fierro, Mario Trevi e Peppino Di Capri, è testimone del Festival di Napoli attraverso filmati storici.

#### Il sessantennale di carriera con l'albumUnicae il filmSenza fine
Nell'estate 2020 firma un contratto con la casa discografica BMG Rights Management e annuncia la preparazione di un nuovo album di inediti, a distanza di sette anni dall'ultimo. L'8 gennaio 2021 viene pubblicato il primo singolo dal disco, Un sorriso dentro al pianto, scritto da Francesco Gabbani. Intitolato Unica, l'album è uscito il 29 gennaio 2021 e si compone di undici brani arrangiati da Fabio Ilacqua e prodotti; in esso figurano le collaborazioni in scrittura di Pacifico, Renato Zero, Giuliano Sangiorgi (autore del secondo singolo Arcobaleno, uscito il 29 gennaio) e Gabbani e ci sono tre duetti: Carezza d'autunno con Carmen Consoli, Tu/me con Virginia Raffaele e La mia parte con Fabio Ilacqua. L'album debutta alla 3ª posizione della classifica FIMI tra gli album e alla 2ª posizione tra i vinili più venduti della settimana. Il 26 febbraio esce Carezza d'autunno cantata con Carmen Consoli. Il 6 marzo 2021 è ospite d'onore dell'ultima serata del 71º Festival di Sanremo, nel quale si esibisce con un medley dei suoi più grandi successi e Un sorriso dentro al pianto accompagnata al pianoforte da Gabbani. Il 26 marzo è la volta del singolo Isole viaggianti, uscito digitalmente; la versione 7" è stata commercializzata il 4 giugno successivo..
Nello stesso anno è anche guest star della quarta puntata della fiction di Rai 1, La Compagnia del Cigno diretta da Ivan Cotroneo. A luglio 2021 esce l'ironica e raffinata hit estiva Toy Boy, con Colapesce e Dimartino, il cui videoclip è stato diretto da Luca Guadagnino. Il 31 luglio dello stesso anno riceve il Power HitStory alla carriera nel corso della manifestazione canora Power Hits Estate 2021 all'Arena di Verona e si esibisce dal vivo con Domani è un altro giorno e Un sorriso dentro al pianto.
Il 10 settembre viene presentato in anteprima come evento speciale nella selezione ufficiale delle "Giornate degli autori" nel corso della 78ª Mostra internazionale d'arte cinematografica di Venezia il film-documentario Senza fine, diretto da Elisa Fuksas e prodotto da Tenderstories, un incontro-scontro con la regista tra ricordi e canzoni, ambientato in una beauty farm alle terme di Castrocaro; nel film compaiono anche Paolo Fresu, Samuele Bersani e Vinicio Capossela. Inoltre riceve il riconoscimento alla carriera Soundtrack Stars Award. Il film è stato distribuito a livello nazionale a partire dal 24 febbraio, con anteprime selezionate il 21, 22 e 23. Il 1º ottobre esce il singolo Tu/Me con Virginia Raffaele, accompagnato anche da un ironico videoclip e scelto anche come colonna sonora della Serie TV originale Netflix LunaPark. Mentre il 26 novembre viene pubblicata la riedizione di Unica, intitolata Unica Celebration Limited Edition 2022, contenente materiale audio e video extra.
A Natale dello stesso anno fa parte del cast tutto al femminile della commedia 7 donne e un mistero diretto da Alessandro Genovesi, remake del film francese di François Ozon, distribuito nelle sale da Warner Bros. il 25 dicembre.
Il 25 ottobre 2022, a causa di una caduta, si rompe il femore e si trova costretta a rinviare un tour previsto per il mese successivo.
L'11 febbraio 2023 torna come ospite all'ultima serata del 73º Festival di Sanremo.
Dall’anno seguente è tra gli ospiti frequenti del programma Che tempo che fa sul Nove.
Nel 2024 viene pubblicata una nuova versione del brano di Ornella Vanoni Ti voglio, le artiste interpreti sono la stessa Vanoni, Elodie e Ditonellapiaga.

## Vita privata
Nel corso degli anni ha alternato importanti e celebri storie d'amore che per lungo tempo riempirono le pagine della cronaca rosa. Quattro sono stati i principali rapporti d'amore: nel 1953 fu legata al celebre regista teatrale Giorgio Strehler, con cui intratterrà un importante e intenso rapporto di circa un anno. La stessa Vanoni ha in seguito dichiarato che fu proprio lei a lasciare il regista per via di alcune cattive abitudini non condivise dalla cantante, quali ad esempio l'assunzione di cocaina. Al riguardo Vanoni dichiarerà parecchi anni dopo: «La mia dipendenza dalla coca sarà durata due anni, perché per stare con un uomo che la assume per anni o la assumi anche tu o non ci puoi stare.» In seguito instaurò un sodalizio artistico e sentimentale con Gino Paoli. La storia d'amore fu particolarmente tormentata e difficile, tant'è che presto i due decisero di separarsi. Solo molti anni dopo la fine della storia Vanoni dichiarò di aver perso un figlio da Paoli. Successivamente affermò di aver ricorso lei stessa all’aborto in un'altra occasione: «Non è che io ho deciso - ha raccontato -, io stavo con questo ragazzo svizzero [...] sono rimasta incinta e lui il bambino non lo voleva. Io ero molto insicura [...] e ho abortito ma non avrei voluto farlo.» Nel 1960 Vanoni convolò a nozze con il noto impresario teatrale Lucio Ardenzi. I due si lasciarono poco prima della nascita del figlio Cristiano, avvenuta nel 1962. La cantante ha anche due nipoti.

## Impatto culturale
Ornella Vanoni gode di grande stima da parte di numerosi colleghi italiani, che nel corso degli anni l'hanno pubblicamente lodata. Tra questi, si ricorda:
- Eros Ramazzotti di Vanoni ha detto: «È stato per me un onore, oltre che un piacere, realizzare un duetto - per di più con una mia canzone scritta apposta per lei - con Ornella, che considero una delle maggiori protagoniste della musica leggera italiana di tutti i tempi».[30]
- Per Jovanotti, «la voce della Vanoni è come un profumo. Dopo averla ascoltata ci si sente bene. Immersi in qualcosa di bello che rimane lì».[30]
- Lucio Dalla riteneva che: «Non c'era differenza tra il suo recitare e il suo cantare, mentre quando la sento cantare, come nella canzone che abbiamo registrato insieme, oltre il suo grande feeling, mantiene intatta la sua qualità d'attrice. Per me Ornella è musica, quando parla, quando canta e anche quando dorme. Non so se russa, ma se lo fa, sicuramente 'russa soul'»..[30]
- Claudio Baglioni ha affermato che «Ornella è lo stile».[30]
- Carmen Consoli ha ammesso: «Ho sempre ammirato la Vanoni, la sua forza interpretativa, l'eleganza, la sua straordinaria autoralità - intesa come capacità d'essere "autrice" - delle sue interpretazioni. Ma più di tutto mi incanta la sobrietà con la quale domina il palco attraverso un piccolo gesto della mano, tiene l'attenzione del pubblico con lo sguardo».[30]
- La compianta poetessa Alda Merini le ha dedicato una composizione, che recita: «La tua voce che scalda i cuori non scalda te stessa. È vano cercare parole di sole dove c'è la caccia al genio. Il genio è un animale impaurito che scappa di casa in casa rincorso dai cacciatori che odiano la poesia.»[31]

## Ideologia e impegno politici
Ornella Vanoni ha più volte richiamato la propria appartenenza ideale al partito socialista dell'epoca di Pietro Nenni, negli anni della giovinezza. Rimase delusa invece dall'esperienza craxiana, pur conservando un'amicizia personale con Bettino Craxi fino alla fine. Nel 2011, in segno di amicizia per Giovanni Terzi e in sintonia con il suo programma elettorale, è stata candidata per il Consiglio Comunale di Milano nella lista civica «Milano al centro», in appoggio al sindaco uscente Letizia Moratti, senza essere eletta.

## Discografia

### Album in studio
- 1961 – Ornella Vanoni
- 1963 – Le canzoni di Ornella Vanoni
- 1965 – Caldo
- 1966 – Ornella
- 1967 – Ornella Vanoni
- 1968 – Ai miei amici cantautori
- 1969 – Io sì - Ai miei amici cantautori n.2
- 1970 – Appuntamento con Ornella Vanoni
- 1972 – Un gioco senza età
- 1973 – Ornella Vanoni e altre storie
- 1973 – Dettagli
- 1974 – Quei giorni insieme a te
- 1974 – A un certo punto...
- 1974 – La voglia di sognare
- 1975 – Uomo mio bambino mio
- 1976 – La voglia la pazzia l'incoscienza l'allegria
- 1976 – Amori miei
- 1976 – Più
- 1977 – Io dentro
- 1977 – Io fuori
- 1978 – Vanoni
- 1980 – Ricetta di donna
- 1981 – Duemilatrecentouno parole
- 1983 – Uomini
- 1986 – Ornella &...
- 1987 – O
- 1989 – Il giro del mio mondo
- 1990 – Quante storie
- 1992 – Stella nascente
- 1995 – Sheherazade
- 1997 – Argilla
- 2001 – Un panino una birra e poi...
- 2001 – E poi... la tua bocca da baciare
- 2002 – Sogni proibiti - Ornella e le canzoni di Bacharach
- 2003 – Noi, le donne noi
- 2004 – Ti ricordi? No non mi ricordo
- 2007 – Una bellissima ragazza
- 2008 – Più di me
- 2009 – Più di te
- 2013 – Meticci (Io mi fermo qui)
- 2021 – Unica
- 2024 – Diverse

## Tournée
- 1958/59 – Canzoni della mala
- 1970/71 – ..Ah! l'amore l'amore quante cose fa fare l'amore..
- 1977/78 – Io dentro / Io fuori tour
- 1981/82 – Tournée Duemilatrecentouno parole
- 1984/85 – Insieme
- 1987/88 – O tour
- 1992/93 – Tournée Stella Nascente
- 1996 – Tournée Sheherazade
- 1997/98 – Argilla tour
- 2000 – Ornella Vanoni e i Delta V
- 2002 – Tournée E poi la tua bocca da baciare
- 2004/06 – Tournée VanoniPaoli
- 2007/08 – Una bellissima ragazza tour
- 2008 – Ornella Live 2008
- 2008/09 – Tournée Più di me
- 2011 – Contatto 2011
- 2014/15 – Un filo di trucco, un filo di tacco
- 2015/16 – Free Soul
- 2017/18 – Tournée La mia storia
- 2022/23 – Le donne e la musica
- 2024 – Senza fine

## Filmografia

### Cinema
- Romolo e Remo, regia di Sergio Corbucci (1961)
- Col ferro e col fuoco, regia di Fernando Cerchio (1962)
- Canzoni in bikini, regia di Giuseppe Vari (1963)
- Amori pericolosi, regia di Carlo Lizzani (1964)
- I ragazzi dell'Hully Gully, regia di Marcello Giannini (1964)
- Per un pugno di canzoni, regia di José Luis Merino (1966)
- Cabaret, regia di Ugo Rosselli (1969)
- I viaggiatori della sera, regia di Ugo Tognazzi (1979)
- Il cielo sotto la polvere, regia di Sergio Mascheroni (2008)
- Ma che bella sorpresa, regia di Alessandro Genovesi (2015)
- 7 donne e un mistero, regia di Alessandro Genovesi (2021)

### Televisione
- Il mulino del Po, regia di Sandro Bolchi - sceneggiato TV (1971)
- La Compagnia del Cigno, regia di Ivan Cotroneo - serie TV (2021) - cameo

### Film e documentari su Ornella Vanoni
- Ornella Vanoni. Ricetta di donna, regia di Alexandra della Porta Rodiani (2013)
- Senza fine, regia di Elisa Fuksas (2021)

## Teatro
- Sei personaggi in cerca d'autore di Luigi Pirandello (1956)
- I giacobini di Federico Zardi (1956/1957)
- L'idiota di Marcel Achard (1961)
- Rugantino di Pietro Garinei e Sandro Giovannini (1963)
- Amori miei di Iaia Fiastri (1975)
- Commedia d'amore, al fianco di Giorgio Albertazzi (1985)
- Femmina e Fuoco - Voci dal mito di Roberto Mussap, regia di Giancarlo Cauteruccio (2007)

## Televisione

### Prosa televisiva
- Giosafatte Talarico di Ghigo De Chiara, regia di Gilberto Tofano, trasmessa il 28 maggio 1961.
- Don Giovanni, di Dino Buzzati, regia di Gilberto Tofano, trasmessa il 4 giugno 1961
- Addio giovinezza! di Sandro Camasio e Nino Oxilia trasmessa il 20 e 27 aprile 1968 per la regia di Antonello Falqui

### Varietà
- Giardino d'inverno (Programma Nazionale, 1961)
- Stasera Tango (Programma Nazionale, 1964)
- Ornella Vanoni Show (Secondo Canale, 1964)
- Senza fine (Programma Nazionale, 1965)
- Spettacolo a Milano (Programma Nazionale, 1965)
- Studio Uno (Programma Nazionale, 1966)
- Ornella Uno (Programma Nazionale, 1967)
- Addio giovinezza! (Programma Nazionale, 1968)
- Senza rete (Programma Nazionale, 1968, 1970, 1972)
- Io ci provo (Programma Nazionale, 1970)
- Serata d'onore (Programma Nazionale, 1971)
- L'appuntamento (Programma Nazionale, 1973)
- Fatti e fattacci (Programma Nazionale, 1975)
- Ritratto di Ornella (Rete 2, 1977)
- Due come noi (Rete 1, 1979)
- Il favoloso Fred (Rete 2, 1980)
- Speciale Ornella Vanoni (Rete 1, 1980)
- Fotofinish (Rete 1, 1981)
- Lady Magic (Rete 2, 1982)
- Concerto @RSI (1982)
- Risatissima (Canale 5, 1984) Ospite fisso
- Insieme Vanoni Paoli (Canale 5, 1985)
- Ornella &... (Rai 1, 1986)
- Ornella Vanoni in concerto (Rai 1, 1988; TMC, 1991)
- CantaNapoli e non solo (Rai 2, 1993)
- Ornella - Ancora più di me (Rai 1, 2008)
- Star Academy (Rai 2, 2011) Giudice
- Ora o mai più (Rai 1, 2019) Coach
- Amici Celebrities (Canale 5, 2019) Giudice
- Che tempo che fa (NOVE, dal 2024) Ospite ricorrente
- Ornella Vanoni - Senza fine (RTL 102.5 TV)[33] trasmesso il 27 aprile 2024

## Radio
- Piccolo teatro, cabaret con Ornella Vanoni, Franca Valeri, Alberto Bonucci, Anna Maria Ferrero e Vittorio Caprioli, regia di Marco Vani trasmessa 31 marzo 1960
- Gran varietà, regia di Federico Sanguigni (cantante ospite fissa in quattro edizioni, nel 1967, 1970, 1973 e 1974)
- Più di così..., regia di Federico Sanguigni (1976)
- Ornella Vanoni - Senza fine (RTL 102.5)[33] trasmesso il 27 aprile 2024

## Partecipazioni a manifestazioni canore

### Festival di Sanremo

#### Come interprete
| Edizione | Artista                               | Abbinamento                         | Brano              | Autore                                          | Categoria | Posizione | Premi                                                                  |
| -------- | ------------------------------------- | ----------------------------------- | ------------------ | ----------------------------------------------- | --------- | --------- | ---------------------------------------------------------------------- |
| 1965     | Ornella Vanoni                        | Udo Jurgens                         | Abbracciami forte  | Carlo Donida, Mogol                             | -         | 2°        | -                                                                      |
| 1966     | Ornella Vanoni                        | Orietta Berti                       | Io ti darò di più  | Memo Remigi, Alberto Testa                      | -         | 6°        | -                                                                      |
| 1967     | Ornella Vanoni                        | Mario Guarnera                      | La musica è finita | Nisa, Franco Califano, Umberto Bindi            | -         | 4°        | Lady Festival (premio eleganza)                                        |
| 1968     | Ornella Vanoni                        | Marisa Sannia                       | Casa Bianca        | Don Backy, Eligio della Valle                   | -         | 2°        | -                                                                      |
| 1970     | Ornella Vanoni                        | I Camaleonti                        | Eternità           | Giancarlo Bigazzi, Claudio Cavallaro            | -         | 4°        | -                                                                      |
| 1989     | Ornella Vanoni                        | -                                   | Io come farò       | Mauro Pagani, Gino Paoli e Sergio Bardotti      | Campioni  | 10°       | -                                                                      |
| 1999     | Ornella Vanoni ed Enzo Gragnaniello   | -                                   | Alberi             | Enzo Gragnaniello                               | Campioni  | 4°        | Premio alla Carriera                                                   |
| 2018     | Ornella Vanoni con Bungaro e Pacifico | Alessandro Preziosi (serata duetti) | Imparare ad amarsi | Bungaro, Pacifico, Cesare Chiodo, Antonio Fresa | Campioni  | 5°        | Premio miglior interpretazione "Sergio Endrigo"; Premio Baglioni d'oro |

Nel 1996 avrebbe dovuto partecipare in gara con il brano Bello amore, ma quest'ultimo risultava già edito, con testo diverso da un'altra artista. Ornella Vanoni fu sostituita da Enrico Ruggeri con il brano L'amore è un attimo.

#### Come ospite
- Festival di Sanremo 2009: ospite nella quarta serata, canta Egocentrica (con Simona Molinari) e Una ragione di più;
- Festival di Sanremo 2019: ospite nella terza serata, canta La gente e me con Virginia Raffaele;
- Festival di Sanremo 2020: ospite nella terza serata, canta La voce del silenzio con Alberto Urso;
- Festival di Sanremo 2021: ospite della quinta serata, esegue un medley e canta Un sorriso dentro al pianto con Francesco Gabbani;
- Festival di Sanremo 2023: ospite della quinta serata.

### Festivalbar
- 1972: Il mio mondo d'amore
- 1978: Gli amori finiti (ospite fuori concorso)

### Festival di Napoli, La prova del nove, Scala reale, Partitissima, Canzonissima e Risatissima
- 1964 - Festival di Napoli 1964: Tu si 'na cosa grande (vincente)- Ammore mio
- 1965 - La prova del nove: Non dimenticar...(le mie parole), Tu sì na cosa grande
- 1966 - Scala reale: Cercami
- 1967 - Partitissima: La musica è finita - Il mio posto qual è - Tristezza per favore va via - Senza di te - Un'ora sola ti vorrei - Non finirà
- 1968 - Canzonissima 1968: Un'ora sola ti vorrei - Sono triste
- 1970 - Canzonissima 1970: L'appuntamento - Una ragione di più
- 1971 - Canzonissima 1971: Domani è un altro giorno - L'appuntamento -  Il tempo di impazzire
- 1984 - Risatissima: Ricetta di donna

### Mostra internazionale Musica Leggera di Venezia
- 1966: Finalmente libera / Io no
- 1967: Ti saluto ragazzo / Il mio posto qual è
- 1968: Quando sei triste prendi una tromba e suona
- 1969: Mi sono innamorata di te
- 1970: L'appuntamento
- 1971: Domani è un altro giorno (ritira la Gondola d'oro per le vendite di L'appuntamento)
- 1972: Io,una donna
- 1973: Sto male / Superfluo
- 1974: La gente e me / La tana degli artisti
- 1977: Domani no (con i New Trolls)

### Power Hits Estate
- 2021: Toy boy (ospite fuori concorso)

## Premi
1960
- Premio Oscar dei due Mondi

1962
- Premio San Genesio miglior attrice dell'anno per L'idiota di Marcel Achard

1963
- Premio San Genesio miglior attrice dell'anno per La fidanzata del bersagliere di Edoardo Anton

1964
- Vincitrice del Festival di Napoli con Tu sì 'na cosa grande

1967
- Festival di Sanremo Lady festival - premio eleganza

1970
- Gondola d'oro alla Mostra internazionale di musica leggera con L'appuntamento

1975
- Festival della Rosa d'oro con Fatti e fattacci

1981
- Premio Tenco come operatore culturale
- Premio Tenco migliore cantautore con l'album Duemilatrecentouno parole

1984
- Targa Tenco migliore interprete con l'album Uomini

1999
- Festival di Sanremo premio alla carriera

2005
- Riccio d'Argento come miglior concerto teatrale con Ti ricordi? No non mi ricordo

2006
- Gran Premio Internazionale dello Spettacolo Telegatto di platino

2008
- Premio Lunezia pop d'autore con l'album Una bellissima ragazza
- Premio Milano Donna - le donne che hanno fatto grande Milano
- Premio Marisa Bellisario speciale alla carriera

2009
- Wind Music Awards con l'album Più di me

2010
- Premio Lunezia alla carriera
- Wind Music Awards alla carriera

2012
- Premio Faraglioni

2015
- Premio Elsa Morante alla carriera

2018
- Festival di Sanremo premio miglior interpretazione Sergio Endrigo con il brano Imparare ad amarsi
- Premio Baglioni d'oro
- Premio Mediterraneo arte e creatività

2021
- Premio Power Hitstory alla carriera
- Soundtrack Stars Award

2023
- Premio Diversity media awards